# 高柳仪八
高柳仪八（日语：／或），1891年4月17日-1973年12月29日。大日本帝国海军军官。大和号战列舰第二任舰长。最终军衔位海军中将。

## 经历
佐贺县出身，高柳米吉的儿子。先毕业于旧制佐贺中学，1913年12月，毕业于海军兵学校，为第四十一期毕业生。次年12月，晋升海军少尉。1920年11月，毕业于海军炮术学校高等科，时曾任鹿岛号战列舰上的班长、海风号驱逐舰炮术长以及炮术学校教练。1927年11月，毕业于海军大学校，为甲种25期毕业生。

曾任名取号轻巡洋舰、浅间号装甲巡洋舰的炮术长，吴海兵团，那智号重巡洋舰炮术长，第一舰队兼联合舰队参谋，海军省教育局第二科职员。1936年,晋升海军大佐，进入横须贺镇守府。
1937年4月，就任龙田号轻巡洋舰舰长，炮术学校教练，铃谷号重巡洋舰、伊势号战列舰舰长。1941年9月，转入吴镇守府。同年11月，就任大和号战列舰第二任舰长，参与了太平洋战争。1943年1月，第一舰队参谋长下令，让他就任海军兵学校副校长兼教练。1945年5月，晋升海军中将，同月成为海军省教育局长。1945年8月20日，终战诏书发布后，他接替自尽的大西泷治郎中将，就任最终一任军令部次长。同年10月，在海军省任职。11月20日，被编入预备役。随后被开除公职。

## 亲人
- 哥哥 高柳义男（海军中尉）

## 脚注
1. ↑  昭和17年12月17日付 海軍辞令公報 （部内限） 第1015号。アジア歴史資料センター レファレンスコード C13072088600 で閲覧可能。
2. ↑  総理庁官房監査課 (编), , 日比谷政経会: 82, 1949, NDLJP: 1276156